# Sukhoj Su-24
Sukhoj Su-24 (russisk: Сухой Су-24, NATO-rapporteringsnavn "Fencer") er en to-motorers supersonisk jagerbomber udviklet af flykonstruktionsvirksomheden Sukhoj i Sovjetunionen. Flyet er designet med en variabel pilgeometri. Flyets besætning består af to personer placeret ved siden af hinanden.
Den første prototype fløj i 1967. Flyet blev taget i brug af Sovjetunionens luftvåben i 1974. Det er endvidere eksporteret til de ukrainske og iranske luftvåben.
Flyet er stadig aktivt. Der er bygget ca. 1.400 fly af typen.
To jagerbombere af typen Sukhoj Su-24 var tæt på Bornholm i 2008, men blev afvist af to F-16-jagerfly fra det danske afvisningsberedskab fra Flyvestation Skrydstrup.

## Ekstern henvisning
- Sukhojs beskrivelse af Su-24 Arkiveret 6. november 2014 hos  Wayback Machine (engelsk)